# Giuseppe Ignazio Pruchmayer

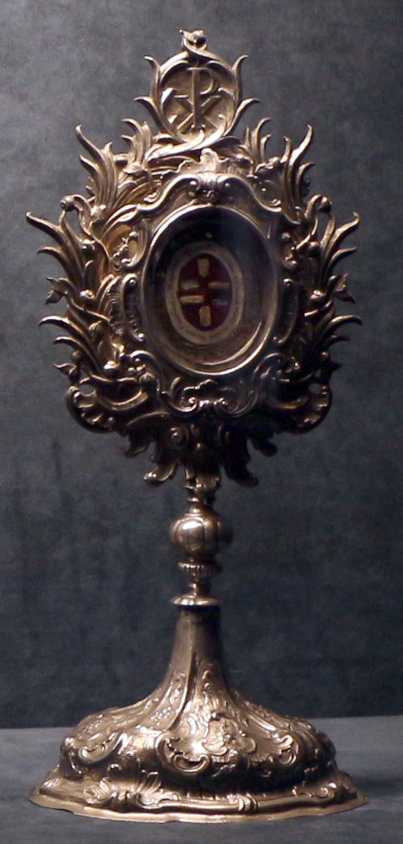
Giuseppe Ignazio Pruchmayer, Reliquiario della santa croce, Trento 1760-70 ca (Museo Diocesano Tridentino)

Giuseppe Ignazio Pruchmayer (Trento, 1722 – 1796) è stato un orafo italiano.

## Biografia
Originario di Linz, secondo il libro dei forestieri Pruchmayer operò a Trento dal 1750, diventandone cittadino nel 1753. Dominatore incontrastato dell'oreficeria trentina della seconda metà del Settecento, noto soprattutto per la qualità e la diffusione delle sue opere. Pruchmayer fu un artigiano intraprendente, protagonista di un'intensa attività in piena fioritura nel Settecento, si impegnò attivamente anche per curare gli interessi della corporazione degli orefici tanto da ricoprire, nel 1780 e 1753, la carica di pubblico bollatore, incarico assegnato, a partire dal 1737, a rotazione a tutti i maestri orefici.

## Opere
Le opere di Pruchmayer - GIP, come si legge nel profilo rettangolare del suo punzone, sono diffuse in tutto il territorio del principato vescovile di Trento. La sua ricca produzione, di cui restano oggi oltre cento pezzi, molti dei quali conservati presso il Museo diocesano tridentino, contemplano tutto il repertorio delle suppellettili liturgiche, ed includono anche reliquiari e calici in rame ed ottone, oggetti di valore più modesti adatti ad una committenza meno esigente. Furono soprattutto alcune commesse del Magistrato Consolare di Trento a determinare il prestigio di Pruchmayer. Le maggiori chiese del territorio si rivolgevano a Pruchmayer: fra le opere principali vanno citate la serie di reliquiari del Simonino, conservate al Museo diocesano tridentino, l'ostensorio con il relativo trono per l'esposizione a Santa Croce del Bleggio (1760-70), le lampade di Pergine (1763), la croce astile di Vigolo Vattaro, il calice di Civezzano. Di interesse anche due oggetti d'uso quotidiano incluse nell'arredo originale di Castel Thun in Val di Non: si tratta degli accessori in argento di una lucerna veneziana in vetro e un candeliere, entrambi collocabili intorno al 1761/70, fra le poche testimonianze a carattere profano.

## Stile
Gran parte della produzione di Pruchmayer è caratterizzata dagli stilemi del gusto rococò, eseguita principalmente con la tecnica dello sbalzo. Considerato un buon interprete di questo stile, gli rimase fedele anche quando le più moderne decorazioni neoclassiche iniziarono ad arricchire lo stile rococò. Notevoli le influenze del barocco tirolese e bavarese, nel cui ambito si collocavano le opere ornate di gemme, utilizzate nelle suppellettili più pregiate.